# Quadrula quadrula
Quadrula quadrula är en musselart som först beskrevs av Rafinesque 1820.  Quadrula quadrula ingår i släktet Quadrula och familjen målarmusslor. IUCN kategoriserar arten globalt som livskraftig. Utöver nominatformen finns också underarten Q. q. quadrula.